# وینچیسواف گلینسکی
وینچیسواف گلینسکی (لهستانی: Wieńczysław Gliński؛ ‏ ۱۰ مهٔ ۱۹۲۱ – ۸ ژوئیهٔ ۲۰۰۸) بازیگر اهل لهستان بود.
از فیلم‌ها یا برنامه‌های تلویزیونی که وی در آن نقش داشته‌است، می‌توان به پرونده خلبان مارشا، قماری بالاتر از زندگی، کانال، فندق‌شکن و عقاب اشاره کرد.